# Noureddine Diwa
Noureddine Diwa   (Tunis, 26 de febrer de 1937 - 20 d'abril de 2020) fou un futbolista tunisià de la dècada de 1960.
Fou internacional amb la selecció de Tunísia. Pel que fa a clubs, destacà al Limoges FC.
Posteriorment fou entrenador:
- 1971-73: AS Djerba
- 1973-74: ES Fahs
- 1978-80: Stade Tunisien (futbol base)
- 1981: Stade Tunisien